# هیلساید (کلرادو)
هیلساید (به انگلیسی: Hillside) یک منطقهٔ مسکونی در ایالات متحده آمریکا است که در شهرستان فرمونت، کلرادو واقع شده‌است. هیلساید ۲٬۲۸۳ متر بالاتر از سطح دریا واقع شده‌است.